# Ruy Díaz de Yanguas
Ruy Díaz de Yanguas – wielki mistrz zakonu Calatrava w latach 1207–1212.
Czas jego rządów upłynął na ciągłych, prowadzonych ze zmiennym szczęściem, walkach z Maurami. W 1208 r. oddziały zakonne pod jego dowództwem zdobyły zamek w Vilches, który w wyniku kontrakcji wojsk almohadzkich został jednak szybko utracony. W 1211 r. zakon utracił, po zaciętej walce, swoją główną siedzibę-zamek w Salvatierra. Siedziba zakonu została przeniesiona tymczasowo do zamku Zorita de los Canes. Jednocześnie udział wielkiego mistrza i jego rycerzy w bitwie pod Las Navas de Tolosa przyczynia się do pokonania muzułmanów i odzyskania utraconych wcześniej terenów, w tym zamku w Calatravie.